# Chimarra cereris
Chimarra cereris är en nattsländeart som beskrevs av Barnard 1934. Chimarra cereris ingår i släktet Chimarra och familjen stengömmenattsländor. Inga underarter finns listade i Catalogue of Life.